# 激進環境保護主義
激進環境保護主義（英語：Radical environmentalism）是環境保護主義的一派分支，但是較為激進。通常在環境保護運動裡頭，激進環境保護主義者較關注環境保護主義的基本意義，並採用直接行動方式。

## 哲學
激進環境保護運動被學者克里斯多福·曼斯（Christopher Manes）稱作“一種新型態的環境保護運動：無領導者的、不妥協的、對於傳統環保政策不滿的、偶爾違法的......”。激進環境保護主義也會考慮到資本主義、父權主義、全球化對環境的影響，並強調與自然間的關係。有時候也融合了無政府主義的思想，像是綠色無政府主義和純素食無政府主義。
該主義通常也強調無領袖抵抗，許多組織沒有明確的領導者。知名組織包括地球萬歲！、地球解放陣線等組織採用直接行動以其阻止破壞環境的行為(像是放置炸藥以及縱火)，但是這些組織在事前皆會提醒該公司，至今並未有人因此死亡。
許多激進環境保護主義也會參與反全球化運動、反資本主義、動物解放等。

## 分支
包括深層生態學(Deep ecology)、生態女性主義、生態社會主義都可算是激進環境保護主義的分支。